# Drummond Island
Drummond Island – amerykańska wyspa, w stanie Michigan, położona we wschodniej części jeziora Huron. Jest trzecią największą wyspą na jeziorze Huron (po Manitoulin i St. Joseph Island) i ósmą największą na świecie wyspą położoną na jeziorze. W zachodniej części wyspy znajduje się Fort Drummond (znany też jako Fort Colyer), forteca zbudowana przez Brytyjczyków podczas wojny brytyjsko-amerykańskiej. Wyspa została nazwana na cześć Gordona Drummonda, pierwszego urodzonego w Kanadzie oficera dowodzącego wojskiem kanadyjskim. Stała się częścią Stanów Zjednoczonych na mocy traktatu gandawskiego w 1814 roku, jednak brytyjskie wojsko nie opuściło Fort Drummond do 1828. 